# Calle Dos de Mayo (Bilbao)
La  Calle Dos de Mayo (en euskera Maiatzaren Biko kalea) es una calle ubicada en el barrio de San Francisco, en el municipio de Bilbao, territorio histórico de Vizcaya.

## Ubicación
La calle Dos de Mayo empieza en la calle Naja y termina en la calle San Francisco, por decisión del pleno municipal del 29 de mayo de 1884 La  calle pertenece al distrito de Ibaiondo (distrito 5 de Bilbao).

## Historia

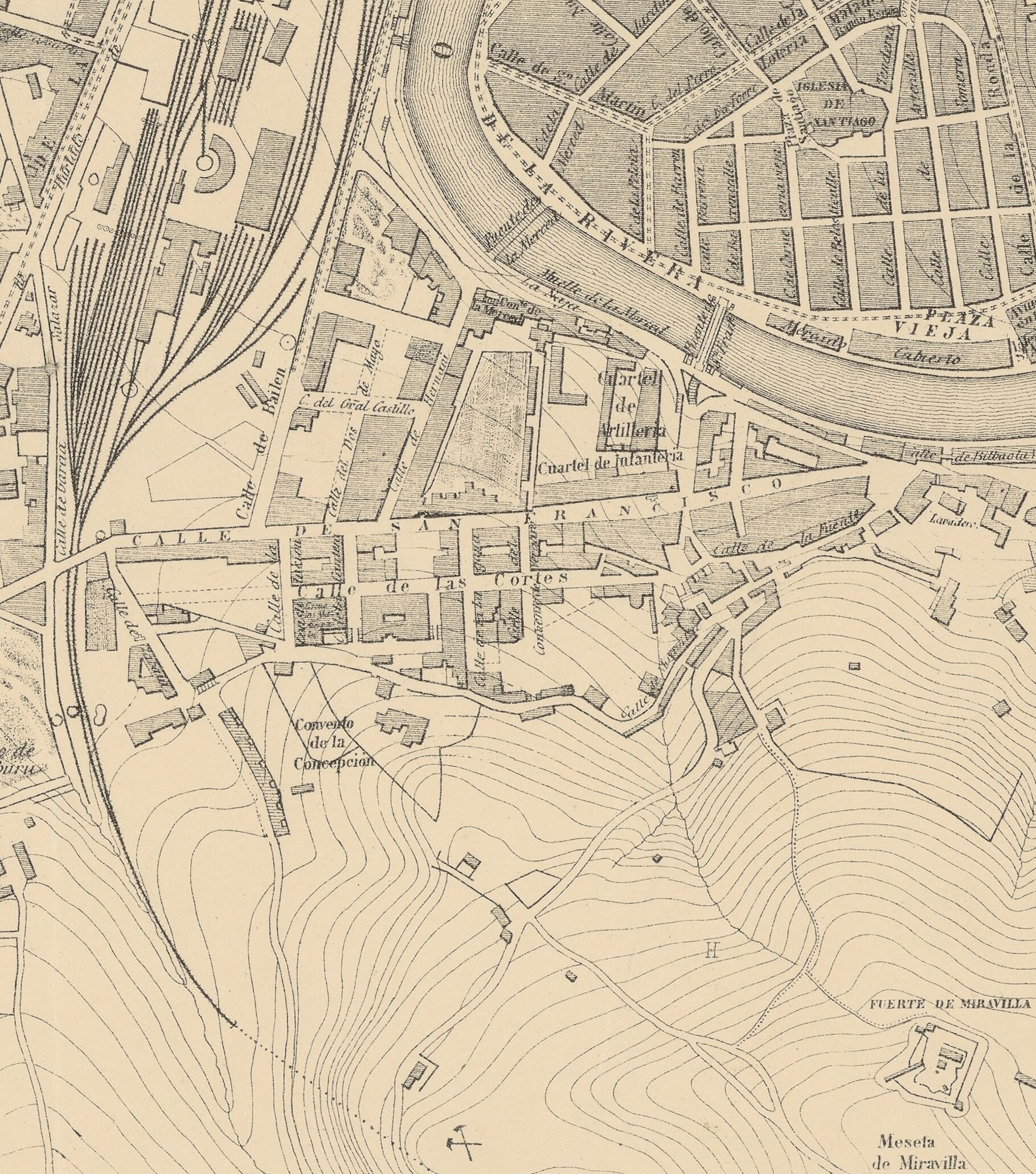
Barrio de San Francisco en 1899

### Nombre de la calle
La calle se llama Dos de Mayo por decisión del pleno municipal del 29 de mayo de 1884, hasta que el nombre fue modificado el 23 de noviembre de 1940, cuando pasó a denominarse calle Dos de Mayo de 1808. Este cambio se revirtió posteriormente, en una fecha desconocida, recuperando el nombre original, y apareciendo así a partir del nomenclátor de 1953. 

### Dos de Mayo de 1874
El nombre de Dos de Mayo conmemora la fecha que, para las autoridades municipales, representaba la liberación de la villa del cerco carlista. Entre los días 28 de diciembre de 1873 y el 21 de enero de 1874 se completó el cerco militar de la villa por parte del ejército carlista que, posteriormente y dentro del contexto de las guerras carlistas, será conocido como el sitio de Bilbao de 1874. El cerco duró cuatro meses, hasta la entrada, recorriendo las calles San Francisco y Bilbao la Vieja hasta el puente de San Antón, del general Manuel Gutiérrez de la Concha y del tercer Cuerpo de Ejército del Norte de la primera República Española, el día 2 de mayo de 1874.

## Construcción de la calle
El espacio comprendido entre la calle San Francisco y los muelles de La Merced y La Naja aparecía bosquejado, en el primer Ensanche, con una calle paralela a la de San Francisco y otra transversal. En este plan no estaba prevista ninguna otra calle que fuese paralela y discurriese entre las calles Hernani y Bailén. Tampoco figuraba ninguna nueva calle en el plano del ensanche aprobado en 1876. Sin embargo, esa previsión fue modificada.

### Apertura del primer tramo
Su apertura obedeció a los interese de los propietarios de la zona, en concreto a José María Ortiz de la Riva y Juan Alonso, que fueron los que propusieron al ayuntamiento abrir esa nueva vía. Este último aceptó la propuesta, pero aclarando que el coste de la apertura de la calle les correspondería a los solicitantes, mientras que el ayuntamiento se haría cargo de la instalación de los correspondientes servicios municipales.  Las obras se dieron por terminadas en abril de 1885, pero el ayuntamiento no las recepcionó, al haber en la parte baja de la calle una gran acumulación de agua, hasta tal punto que el concejal Bayo la calificó de laguna. Este hecho generaba en el lugar problemas tanto de índole urbanística como sanitaria, que hicieron que el pleno se plantease, incluso, prohibir que la gente lavase ropa en el pozo formado, hecho que nos hace recordar las precarias condiciones higiénicas que se daban en los domicilios particulares en esa época. Finalmente, el 23 de julio de 1885 el ayuntamiento tomó posesión de la calle, una vez que los propietarios habían solucionado el problema de la acumulación de agua.

### Apertura del paso al muelle

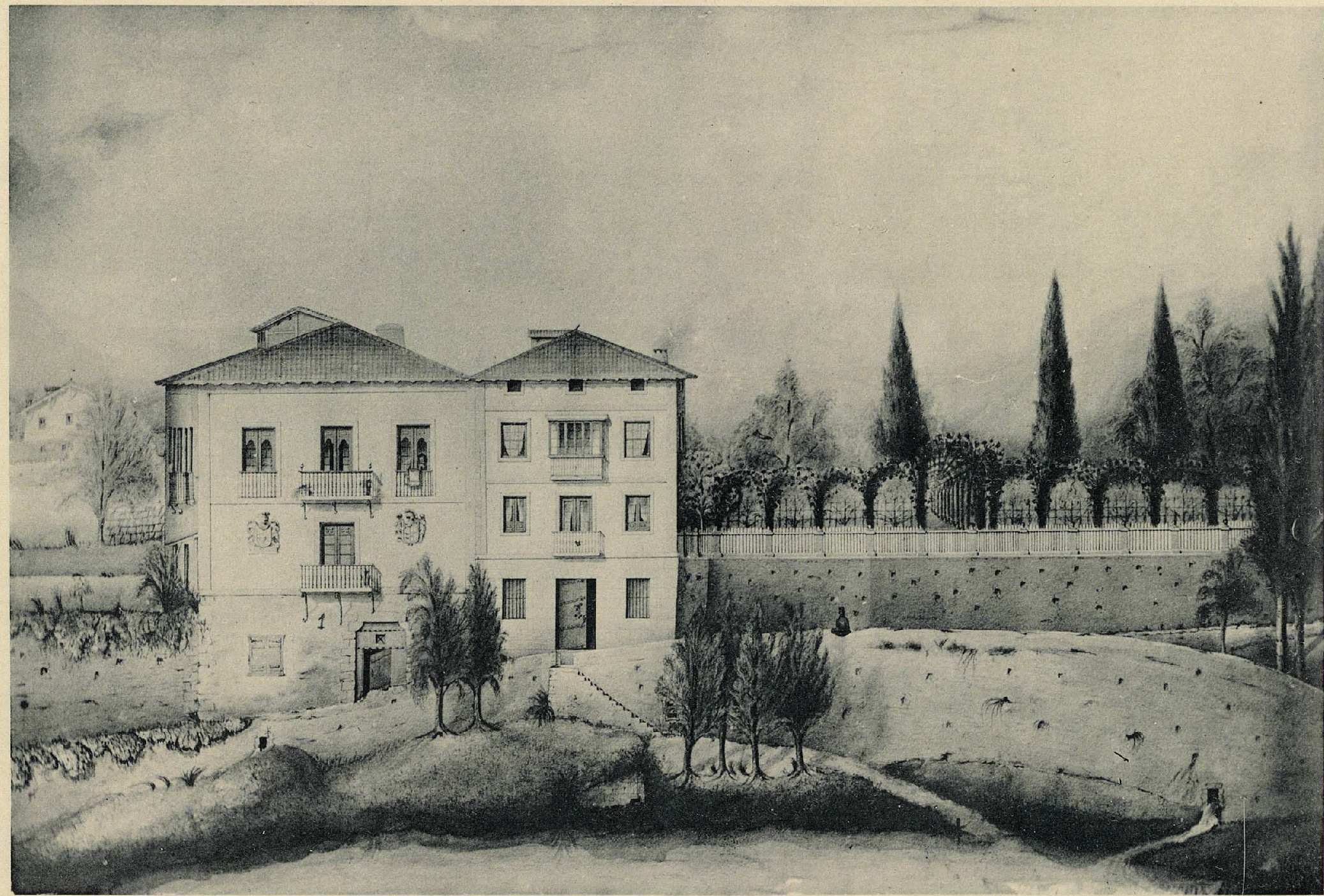
Casas de Lanaja y de los Ortiz de la Riva en 1858

Esta primera toma de posesión se limitaba al tramo entre la calle San Francisco y la calle Lamana. No sería hasta 1901 cuando se decidió la prolongación de la calle hasta la ría, conectando con la calle y muelle de Naja. Para dicha apertura se expropiaron terrenos de la que fue casa de Martín Sáez de Lanaja o casa de Lanaja,histórico personaje y edificio que daban nombre a toda la zona y que será derribado el año 1898, dos años después del derribo de otra casa histórica que estuvo situada a su lado, la de los Ortiz de la Riva. El 5 de marzo de 1902 se aprobaron el presupuesto, el proyecto y el pliego de condiciones de las obras de apertura del trozo de la calle Dos de Mayo comprendido entre las calles Lamana y La Naja, y se propuso su adjudicación mediante subasta. Ese mismo año se tramitó también un expediente de derribo de la casa número veintisiete de la calle Naja, propiedad de Sofía de Arana, viuda del que fue alcalde de Bilbao Celestino Ortiz de la Riva y Allendesalazar, para la apertura y urbanización de la calle Dos de Mayo.Por fin, el 17 de junio de 1904, se aprobó el acta municipal de recepción definitiva de las obras de prolongación de la calle Dos de Mayo, quedando esta finalizada en todo su recorrido.

## La calle en elsigloXXI
La calle Dos de Mayo ha sido en las últimas décadas una calle muy dinámica, un lugar donde se han concentrado empresas de nueva creación, que además de por iniciativa propia, tuvieron el impulso de Bilbao Ekintza, la agencia de desarrollo local del Ayuntamiento de Bilbao, que propició la reforma de locales para la apertura de nuevos establecimientos. La parte más visible de este movimiento ha sido el rastro de la calle Dos de Mayo.

### Mercadillo
En el año 2005, y a iniciativa de la Asociación de Comerciantes de Bilbao la Vieja, San Francisco y Zabala se llevó a cabo un mercadillo, como actividad tractora para los comercios de la zona, que tras celebrarse con éxito, pasó a ser una cita mensual. Tras el paréntesis de la pandemia de 2020 el mercadillo se recuperó, bajo la dirección de la nueva asociación 2dM Berria, aunque sus últimas ediciones se han llevado a cabo en el interior de los locales anfitriones.

### Cine en la calle
A pocos metros de distancia la una de la otra se sitúan dos entidades que organizan importantes eventos cinematográficos:
- En Dos de Mayo número 7 tiene su sede la asociación cultural Zinegoak, entidad organizadora del Festival de Cine y Artes Escénicas LGTBIQ+ que, desde su primera edición de 2004, de forma anual, se celebra en Bilbao. [15]

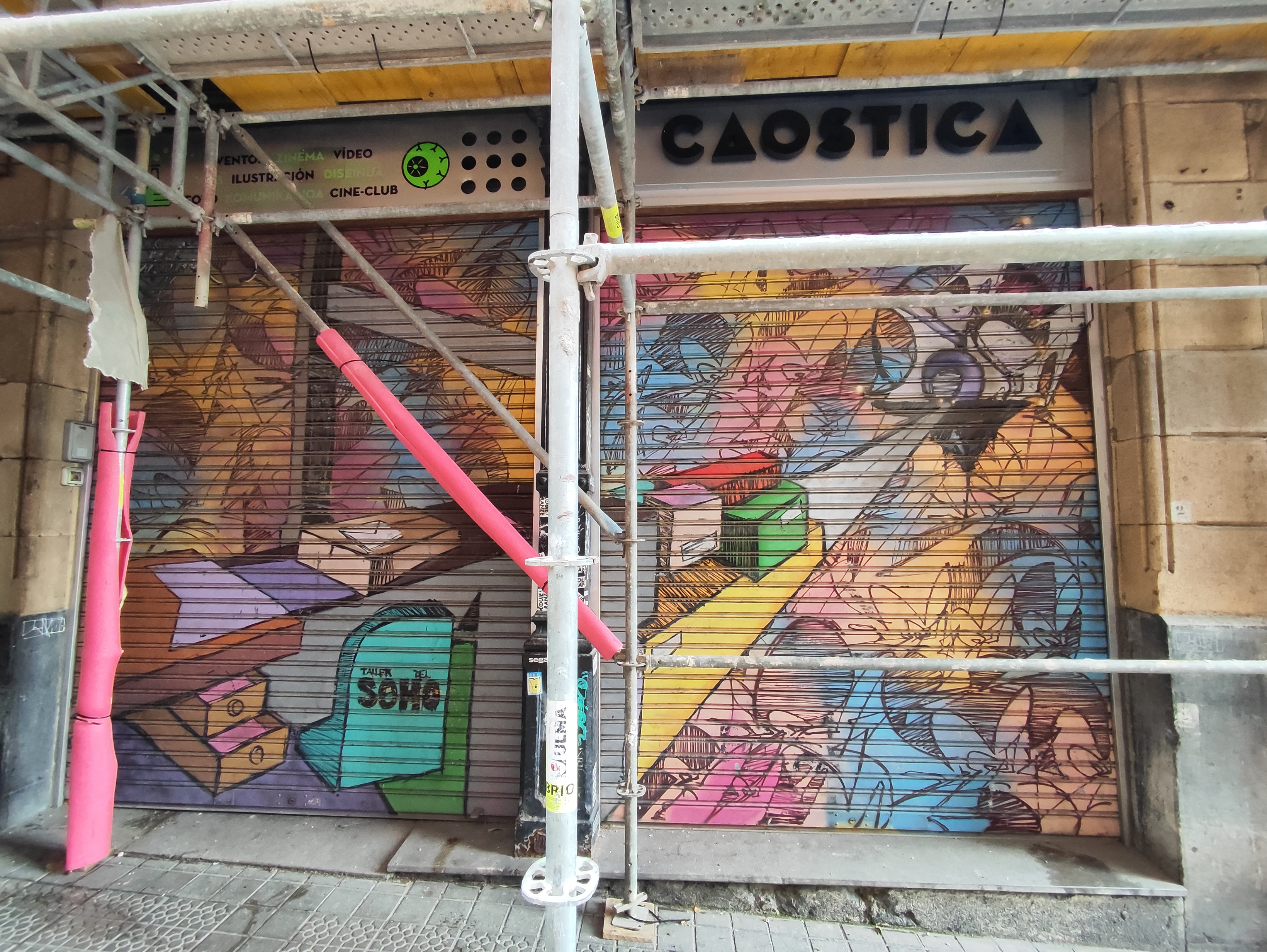
Caostica

- En Dos de Mayo número 4 se encuentra  Caostica, colectivo compuesto por profesionales del mundo de la comunicación y de la producción audiovisual, que desde el año 2003 organizan el Festival Internacional de Cortos y Videoclips Caostica, referente en la cultura del audiovisual más transgresor e irreverente. [16] [17]

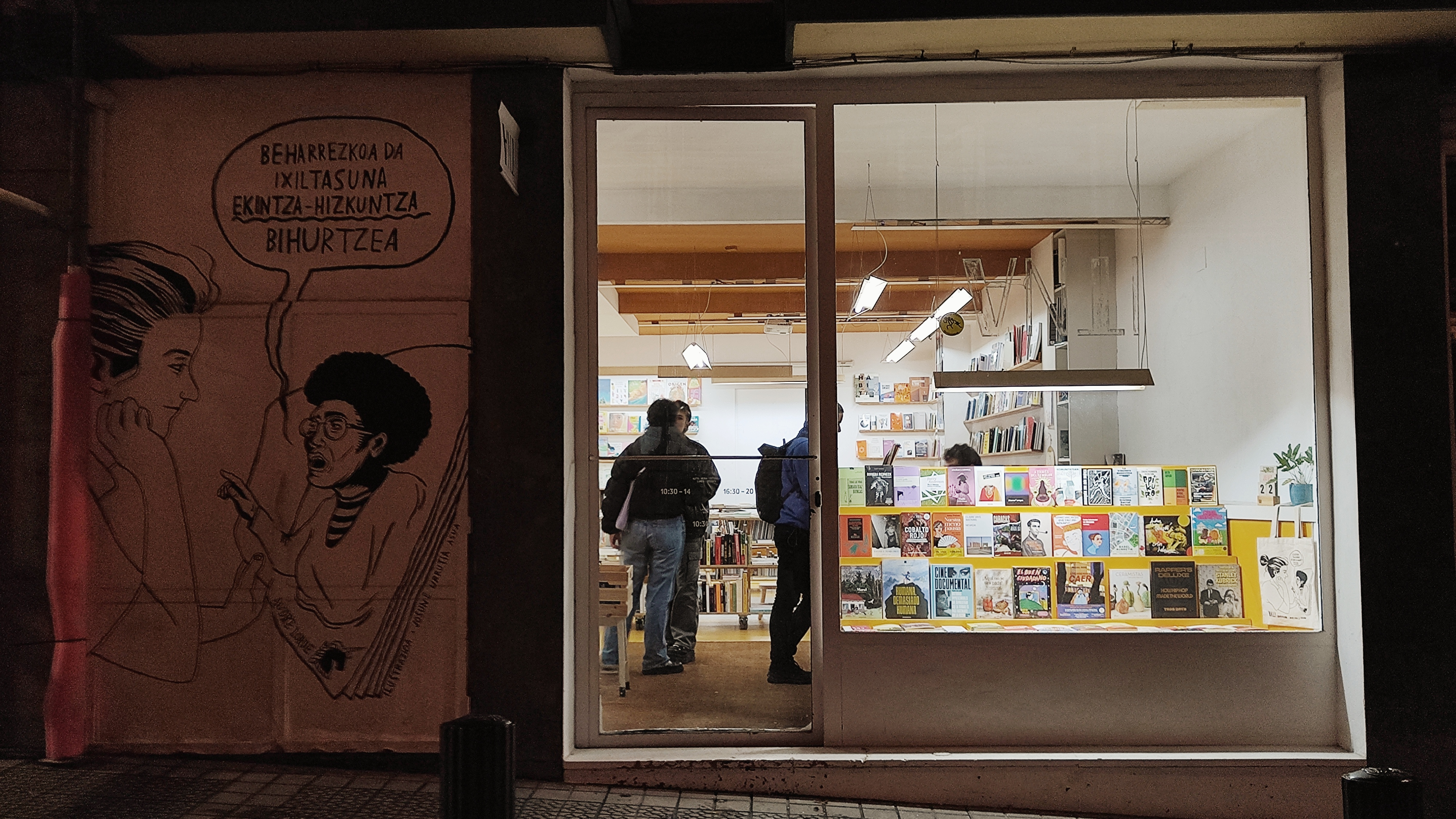
Librería Anti Liburudenda

Además de en el terreno de lo audiovisual, la cultura también tiene presencia en el número dos de la calle, donde está situada, desde febrero de 2005, la librería Anti Liburudenda, especializada en cultura contemporánea.

## Placa conmemorativa

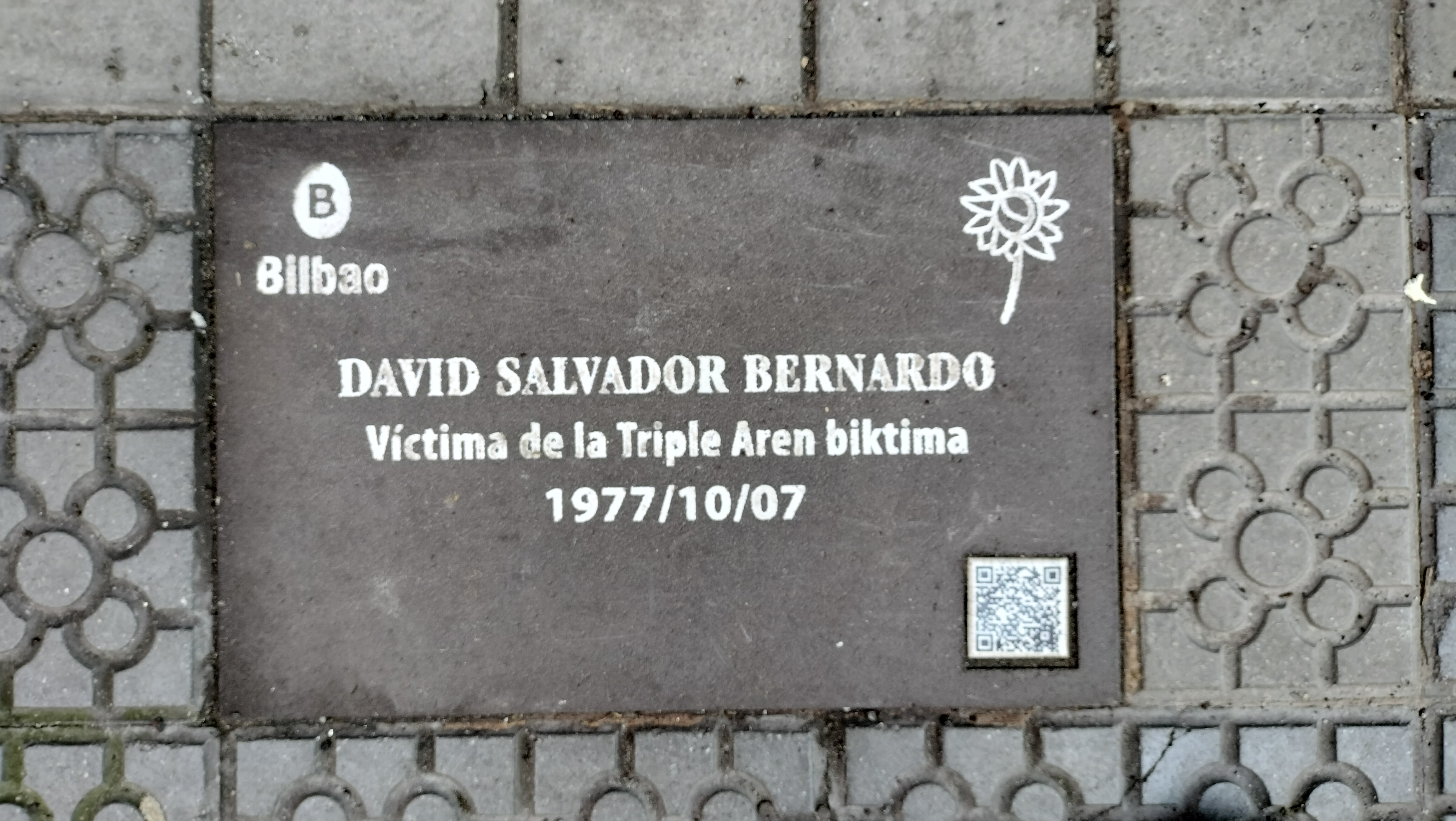
Placa en recuerdo de David Salvador Bernardo

El 7 de enero de 2024 el Ayuntamiento de Bilbao colocó una placa en memoria de David Salvador Bernardo, que fue asesinado por la Triple A en 1977, ante su casa natal del número 4 de la calle.